# Вологаз II (Партия)
Вологаз II е владетел на Партия от династията на Арсакидите. Управлява вероятно около 77/78 – 79/80 г.
Вологаз II може би е син на Вологаз I, когото прави опит да наследи около смъртта му. След кратко властване е победен и свален от Пакор II, вероятно негов брат. Неговият син Вологаз III по-късно претендира за властта в източните земи на Партското царство и управлява около 105 – 147 г.